# Sega Master System
Sega Master System (яп. マスターシステム Масута: Сисутэму, SMS) — 8-битная игровая приставка третьего поколения, разработанная и выпущенная компанией Sega. Изначально приставка была выпущена в Японии в 1985 году под названием Sega Mark III. После модернизации перед изданием в Северной Америке, приставка была переименована в Master System и выпущена в 1986 году в США, в 1987 году в Европе, и в 1989 году в Бразилии. Master System была повторно перевыпущена в Японии в 1987 году, отличаясь от экспортных моделей наличием дополнительных возможностей. Mark III, как и оригинальные модели Master System, могли работать и с обычными картриджами — которые официально назывались Mega Cartridges — и с Sega Cards, размером с банковскую карточку, которые продавались по меньшей цене чем картриджи. Master System II и более поздние модели не имели слота для карточек.
Master System, являющаяся наследницей SG-1000, была создана как прямой конкурент приставке Nintendo Entertainment System. В отличие от её соперницы Master System использовала более современную аппаратную начинку, но несмотря на это ей не удалось побороть Nintendo по продажам в Японии и Северной Америке. При этом, приставка достигла значительно больших успехов в продажах в Европе и Бразилии. По сравнению с NES в игровой библиотеке Master System было гораздо меньше игр из-за лицензионной политики Nintendo, которая требовала от издателей эксклюзивности игр для NES.
Общий объём продаж приставки, не считая Бразилии, оценивается в 13 миллионов экземпляров. Система получила хороший приём и оказала влияние на развитие Sega Mega Drive. На Master System вышли некоторые хорошо известные игры, однако в целом обозреватели критично относятся к её небольшой библиотеке игр. На 2015 год Master System является самой долгопроизводящейся игровой приставкой — более 30 лет — что произошло благодаря её популярности в Бразилии, где её производство продолжается.

## История

### Предыстория
В начале 1980-х годов Sega Enterprises, Inc. была дочерней компанией американского конгломерата Gulf and Western и одной из крупнейших производителей аркадных игр в Соединённых Штатах, её доходы к середине 1982 года составили 214 миллионов долларов. Спад в индустрии аркадных игр, начавшийся в 1982 году, негативно повлиял на компанию, что заставило Gulf and Western продать принадлежащее им североамериканское подразделение Sega, занимающейся производством и лицензированием компьютерных игр. Его покупку осуществила компания Bally Manufacturing.
Конгломерат сохранил за собой дочернюю японскую компанию, Sega Enterprises, Ltd., а также североамериканское подразделение по исследованиям и разработкам. С упадком аркадного бизнеса руководители Gulf and Western обратились к президенту Sega Enterprises, Хаяо Накаяме, за советом о том, как действовать. Накаяма предложил компании использовать свой опыт создания аппаратного обеспечения, накопленный за годы работы в индустрии аркадных автоматов. Это должно было позволить выйти на японский рынок домашних игровых приставок, который на тот момент был в зачаточном состоянии. Накаяме дали разрешение на работы по данному проекту, и впоследствии в его рамках произошёл выпуск первой домашней приставки компании Sega SG-1000.
SG-1000 начала продаваться в Японии 15 июля 1983 года по цене 15 000 иен, что произошло в тот же день, когда корпорация Nintendo выпустила свою приставку Family Computer. Корпорация Gulf and Western Industries после смерти своего основателя Чарльза Блюндорна и параллельно с выпуском SG-1000 стала избавляться от своих непрофильных бизнесов включая японскую компанию Sega. В 1984 году Накаяма и бывший генеральный директор Sega Дэвид Розен, с финансовой поддержкой от CSK Corporation, купили японское подразделение. Его генеральным директором был назначен Накаяма, и впоследствии оно было преобразовано в Sega Enterprises, Ltd.

### Mark III

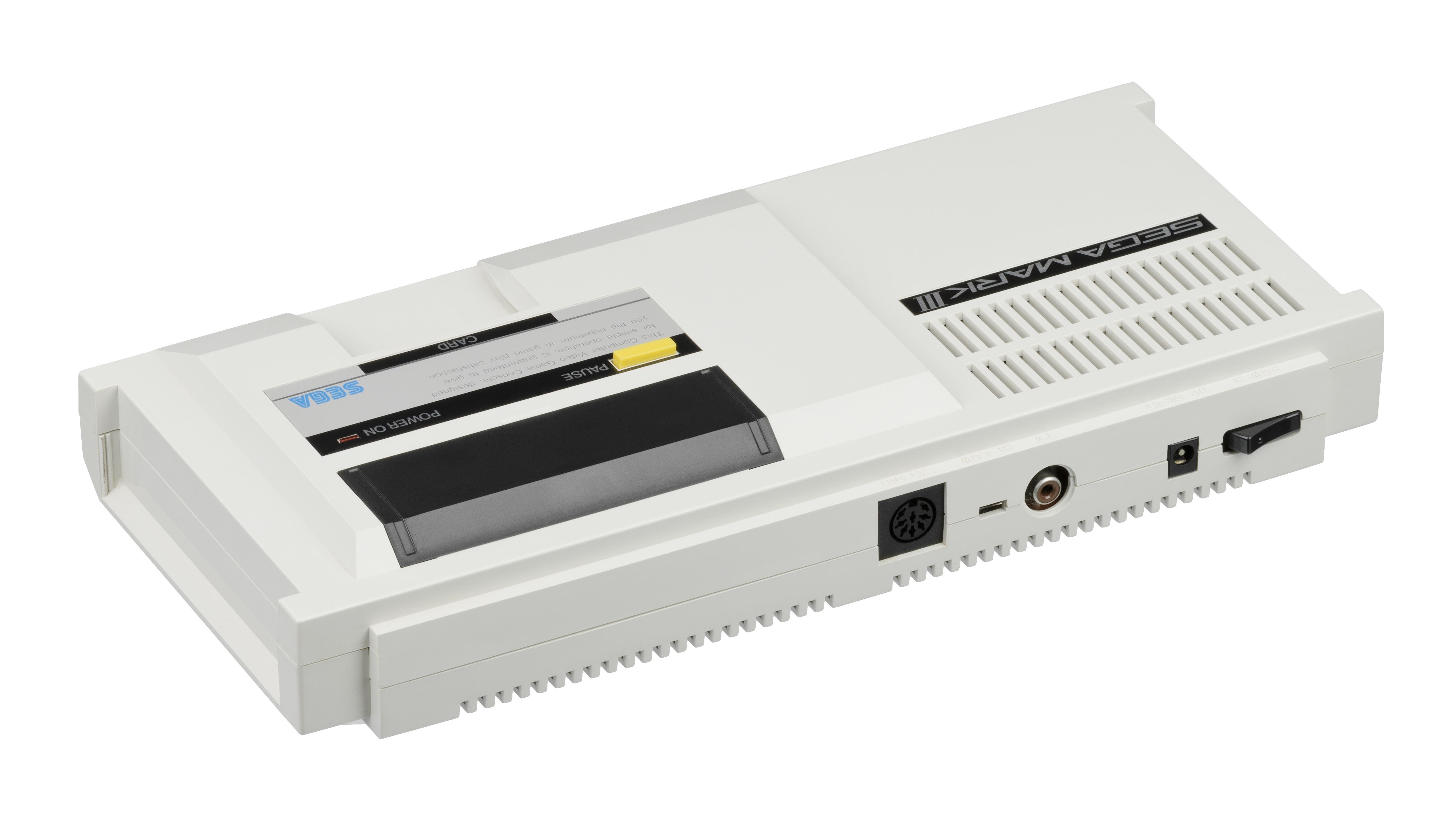
Mark III, вид сзади

Sega выпустила другую приставку — SG-1000 II — за ту же цену в 15 000 иен. Она претерпела некоторые изменения по сравнению с оригинальной моделью — например, контроллеры стали отсоединяемыми. SG-1000 II продавалась не очень хорошо, и это привело к тому, что Sega решила продолжить работы над совершенствованием аппаратного обеспечения. В результате была создана приставка Sega Mark III, которая вышла на рынок Японии в 1985 году. Центральным процессором в SG-1000 и SG-1000 II был Zilog Z80A, работающий на частоте 3,58 МГц, в то время как в Mark III, SC-3000 и Master System использовался Zilog Z80A с частотой 4 МГц.
Помимо этого, Mark III и Master System получили слот Sega Card, который до этого использовался в SG-1000. Mark III была разработана той же командой, которая сделала SG-1000, и стала её модернизированным вариантом. В состав команды входили Хидеки Сато и Масами Исикава, которые позже возглавили разработку Sega Mega Drive. По словам Сато, модернизированный вариант был разработан из-за ограничений графического чипа TMS9918 в SG-1000 и II, который не обладал достаточной мощностью для тех игр, которые хотели создавать в Sega. Чип для Mark III был разработан собственными силами на основе графического чипа в плате аркадной системы Sega System 2.
Sega Mark III была выпущена в октябре 1985 года в Японии, где она поступила в продажу по цене в 15 000 иен. Несмотря на то, что Mark III была мощнее своего конкурента Famicom, успешного запуска не получилось. Сложности возникли из-за практики Nintendo по лицензированию игр у сторонних разработчиков, поскольку на то время от разработчиков игр для Famicom Nintendo требовала, чтобы их игры не выпускались для других приставок. Чтобы преодолеть это, Sega стала разрабатывать свои игры и приобретать права на портирование игр других разработчиков, но продажи остались невысокими. NEC позднее при разработке игр для TurboGrafx-16 применяла для некоторых игр от Sega ту же стратегию. Марк Серни рассказал, что для разработки игр на Master System на один типовый проект отводилось один-два программиста, срок разработки составлял три месяца, и «давление было очень и очень высоким».

### Выпуск в Северной Америке под названием Master System

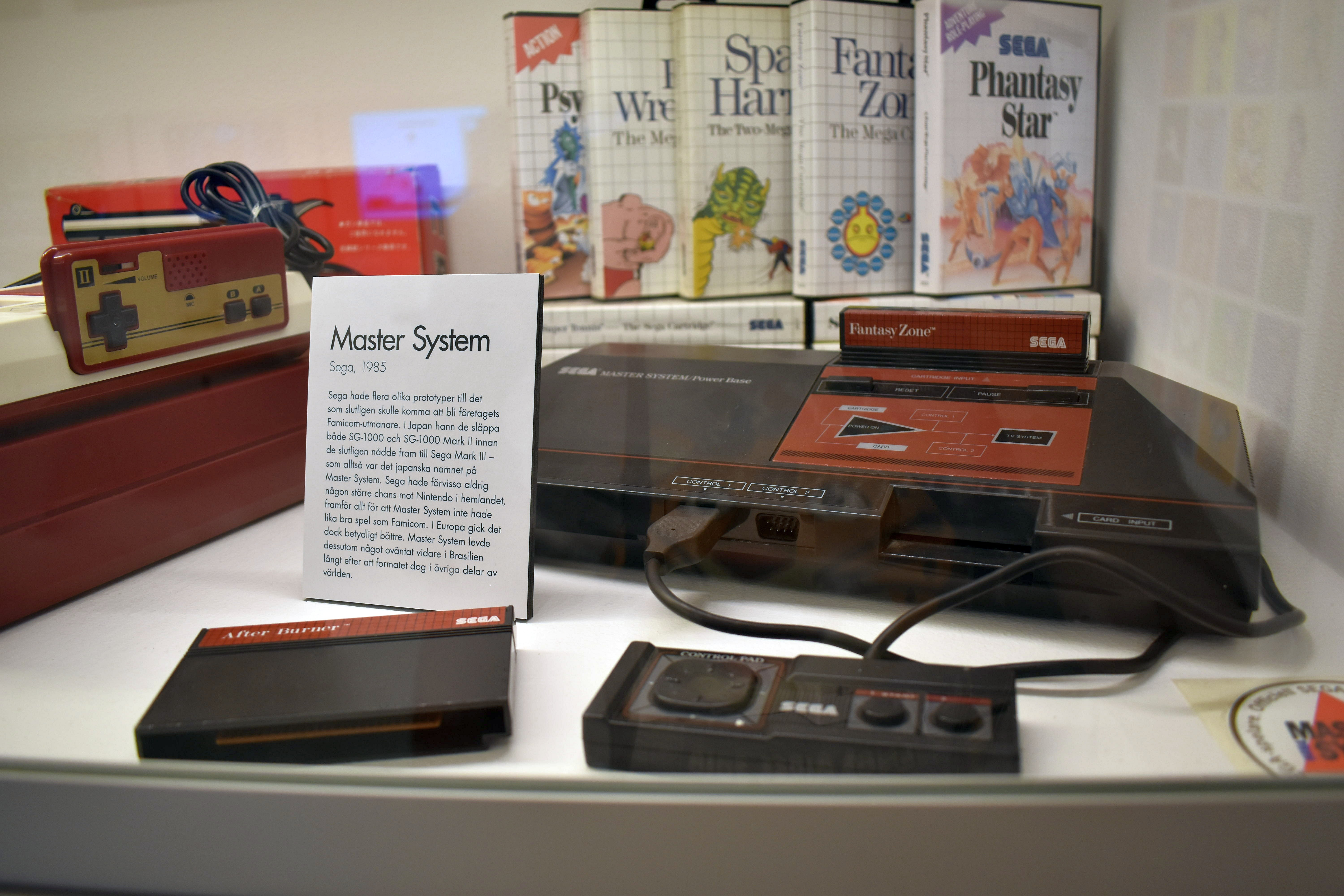
Дизайн Master System был изменён с учётом западных вкусов. Упаковка приставки и игр была оформлена в виде сетки на белом фоне, вдохновлённой продукцией компании Apple.

Хотя SG-1000 не была представлена в Соединённых Штатах, Sega надеялась, что в Северной Америке дела с игровыми приставками пойдут лучше, чем в Японии. Для этого в 1986 году была создана компания Sega of America для управления потребительскими товарами компании в Северной Америке. Розен и Накаяма наняли Брюса Лоури, вице-президента Nintendo of America по продажам. Лоури уговорили сменить компанию, потому что Sega позволила бы ему открыть новый офис в Сан-Франциско. Он выбрал для своего подразделения название «Sega of America», поскольку раньше работал в Nintendo of America и ему нравилось сочетание слов. Первоначально перед Sega of America стояла задача перепаковать Mark III для выпуска на Западе. Компания Sega of America провела ребрендинг Mark III и назвала её Master System, подобно тому, как Nintendo переименовала Famicom в Nintendo Entertainment System. Название было выбрано сотрудниками Sega of America, бросавшими дротики в доску с предложенными вариантами. Планы по выпуску более дешёвой версии приставки, Base System, также повлияли на решение.
После того, как название Mark III было изменено на Master System, приставка была выпущена в 1986 году в Северной Америке по цене в 200 долларов США, и в комплекте с ней поставлялся картридж с играми Hang-On и Safari Hunt. Sega и её конкурент Nintendo, которая поставляла Famicom на североамериканский рынок под названием Nintendo Entertainment System, планировали потратить 15 миллионов долларов США осенью и зимой 1986 года на рекламу своих приставок. В планы Sega входила продажа в 1986 году от 400 000 до 750 000 экземпляров Master System. К концу 1986 года было продано 125 тысяч приставок Master System. За то же время продажи конкурентов Atari 7800 и NES составили 100 тысяч и 1,1 миллиона соответственно.
Как и в Японии, у Master System в Северной Америке была ограниченная библиотека игр, которые были не так популярны, как игры для NES. Sega могла противопоставить практике Nintendo по лицензированию игр только двух независимых американских издателя игр: Activision и Parker Brothers. К 1988 году Nintendo завладела 83 процентами доли рынка видеоигр в Северной Америке. Sega утверждала, что «наша система — первая, где графика на коробке фактически соответствует графике игры», и компания Master System предлагала «аркадные впечатления» домашним игрокам, однако в отделе маркетинга было всего два сотрудника, из-за чего Sega была в невыгодном положении в плане рекламы. В это время Sega продала права на распространение Master System в Соединённых Штатах компании Tonka, у которой не было опыта работы с электронными развлекательными системами. Некоторые решения Tonka по Master System включали отказ от локализации нескольких популярных видеоигр, которые хорошо продавались в остальном мире. Однако, несмотря на смену распространителя, приставка продолжала плохо продаваться. В октябре 1987 года в Японии произошёл повторный выпуск Master System по цене в 16 800 иен, но продажи были такими же плохими, как и у Mark III. Ни одна из моделей не стала в Японии серьёзным соперником приставке от Nintendo.

### Европа, Бразилия и другие рынки

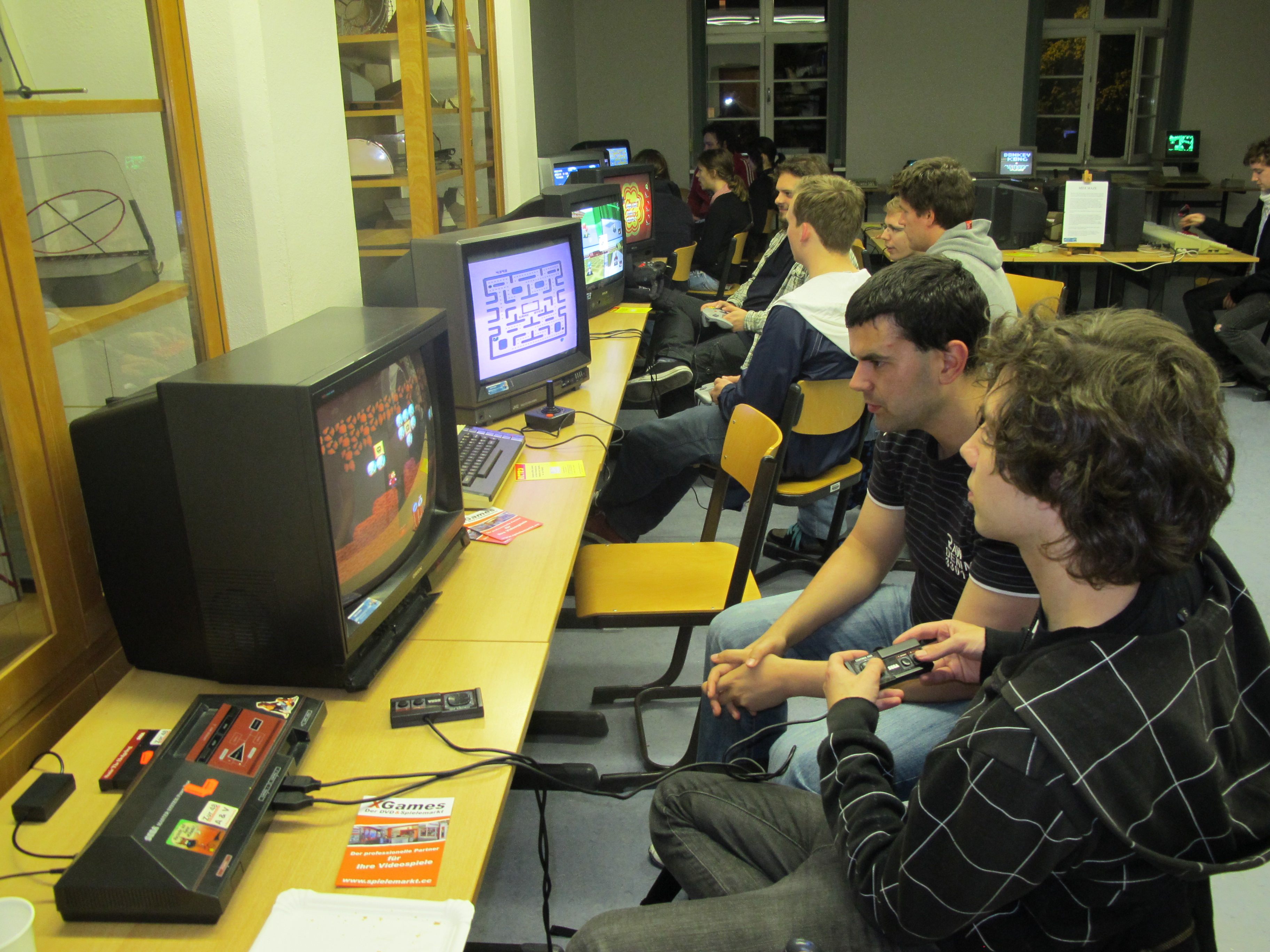
Студенты в Лейпциге, Германия, играющие в игру Alex Kidd in Miracle World на Master System. Приставка была популярной в Европе, где было продано около 6,8 миллиона её экземпляров.

Выпуск Master System в Европе произошёл в 1987 году, и распространением занимались компании Mastertronic в Соединённом Королевстве, Master Games во Франции, и Ariolasoft в Германии. Вначале компания Ariolasoft заключила договор на распространение приставки в Соединённом Королевстве, но не смогла договориться с Sega на предмет ценовой политики, и в итоге контракт на распространение перешёл к Mastertronic. Mastertronic рекламировала Master System как «аркадную систему для дома», и запустила её в продажу по цене в 99 фунтов стерлингов. Розничные продавцы оставили большие предварительные заказы, но Sega не смогла обеспечить доставку вовремя, сумев доставить товары только ко «Дню подарков», из-за чего множество продавцов отменили свои заказы. В результате Master Games и Mastertronic оказались в сильном финансовом затруднении, а Ariolasoft пообещала больше никогда не работать с Sega. Mastertronic к тому времени уже продала долю в 45 % своих акций корпорации Virgin Group, и была вынуждена продать остаток доли чтобы избежать банкротства. Название компании было изменено на Virgin Mastertronic, и она в 1988 году получила права на распространение продукции Sega по всей Европе.
Virgin Mastertronic занялась маркетингом Master System с помощью игр, портированных с аркадных автоматов, и позиционировала её как превосходящую по качеству игр альтернативу домашним компьютерам Commodore 64 и ZX Spectrum. В результате этого, а также из-за малоэффективного маркетинга NES в Европе у Nintendo, Master System начала привлекать европейских разработчиков игр. Master System заняла значимую часть европейского рынка видеоигр благодаря выпуску следующей приставки Sega — Mega Drive. В 1989 году компания Virgin Mastertronic начала предоставлять в прокат приставку Master System и 20 игр. В Великобритании также прошёл национальный чемпионат по видеоиграм Sega, победитель которого соревновался с японскими и американскими чемпионами в британском телешоу Motormouth. Игроки соревновались в различных играх, таких как Astro Warrior, платформеры и спортивные игры. К концу 1980-х годов в Великобритании Master System опережала NES по продажам.
Master System пользовалась успехом в Европе. К 1990 году Master System была самой продаваемой приставкой в Европе, несмотря на то, что в Великобритании быстро росла база пользователей NES. В 1990 году Virgin Mastertronic продала в Великобритании 150 000 приставок Master System, что больше, чем 60 000 приставок Mega Drive и 80 000 приставок Nintendo, проданных за тот же период. Во всей Европе в том же году было продано 918 000 приставок Sega по сравнению с 655 000 проданными приставками Nintendo.
Бразилия, где приставка начала продаваться в сентябре 1989 года и распространялась компанией Tectoy, стала успешным рынком для Master System. Компания Tectoy, специализирующийся на электронных игрушках бразильский стартап, обратилась к Sega с предложением распространять их продукцию. Несмотря на сомнения, вызванные ситуацией с Tonka в США, Tectoy в конце концов получила право управлять продукцией Sega в Бразилии. Их успех в распространении светового пистолета Sega, основанного на аниме Akai Kodan Zillion, дал Sega уверенность в том, что Tectoy сможет заниматься распространением Master System. К концу 1990 года установленная пользовательская база в Бразилии составляла около 280 000 единиц. Tectoy запустила телефонную службу с советами по играм, создала клуб владельцев Master System и занималась трансляцией программы Master Tips во время рекламных пауз телешоу Sessão Aventura на телеканале Rede Globo. Nintendo появилась в Бразилии только в 1993 году и не могла конкурировать на бразильском рынке, поскольку на нём доминировали клоны NES. На тот момент Tectoy занимала 80 % бразильского рынка видеоигр.
В Южной Корее Sega Mark III была выпущена в апреле 1989 года компанией Samsung под названием «Gam*Boy», а затем Master System II была выпущена в 1992 году под названием «Aladdin Boy». До 1993 года в Южной Корее было продано 720 000 единиц этой приставки, она обогнала NES (выпущенную Hyundai Group под названием «Comboy») и на тот момент стала самой продаваемой приставкой в Южной Корее. Master System также была популярна в Австралии, где только в 1990 году было продано 250 000 единиц, и где она была более успешной, чем NES. К ноябрю 1994 года в Австралии было продано 650 000 приставок Master System.

### Переход к Mega Drive и закат

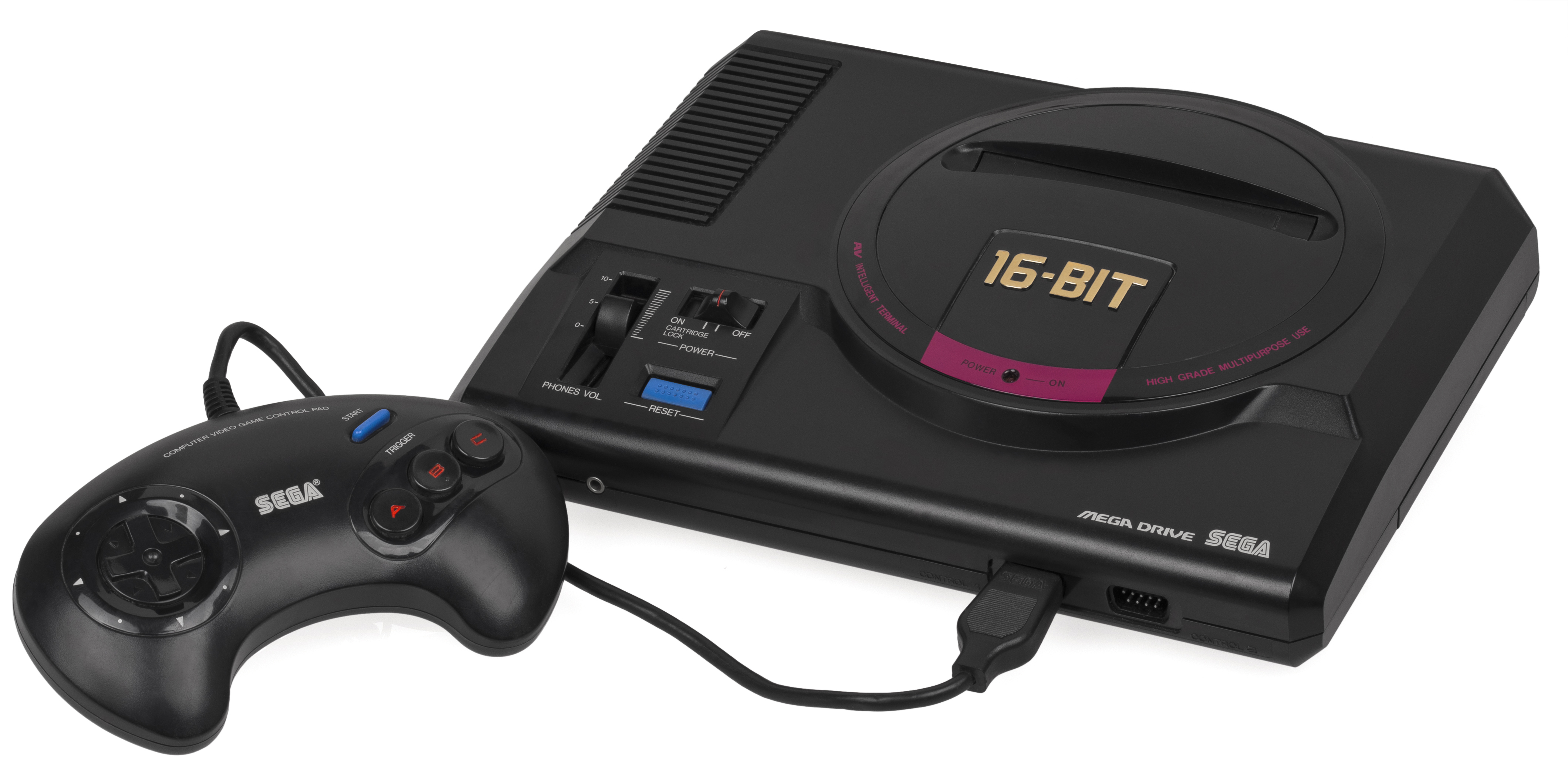
Mega Drive, изданная в Северной Америке под названием Genesis, стала наследницей Master System

29 октября 1988 года Sega выпустила в Японии Mega Drive — приставку следующего поколения. Последней коммерческой игрой для Mark III и Master System, изданной в Японии, стала Bomber Raid в 1989 году. В том же году, Sega готовилась к изданию Mega Drive — названной Genesis — в Северной Америке. Разочаровавшись в Tonka, которая контролировала продажи Master System, Sega выкупила обратно права на маркетинг и распространение приставки в Соединённых Штатах. В 1990 году была выпущена новая модификация приставки под названием Master System II, которая была спроектирована с расчётом на её удешевление, и в ней был убран слот Sega Card. Sega самостоятельно занялась продвижением обновлённой приставки на рынке, но с ней компании не удалось добиться успеха несмотря на то, что Tonka уже не участвовала в маркетинге. В 1991 году Nintendo заключила соглашение по урегулированию претензий Федеральной торговой комиссии в рамках антитрестовского законодательства США, и была вынуждена отказаться от некоторых своих лицензионных практик, но к этому времени Master System уже находилась в упадке. К началу 1992 года производство Master System для североамериканского рынка прекратилось. К этому моменту было продано в США от 1,5 до 2 миллионов приставок, что было меньше, чем у Nintendo и Atari, которые занимали 80 и 12 процентов доли рынка соответственно. Последней игрой, лицензированной для американского рынка, стала Sonic the Hedgehog, вышедшая в 1991 году.

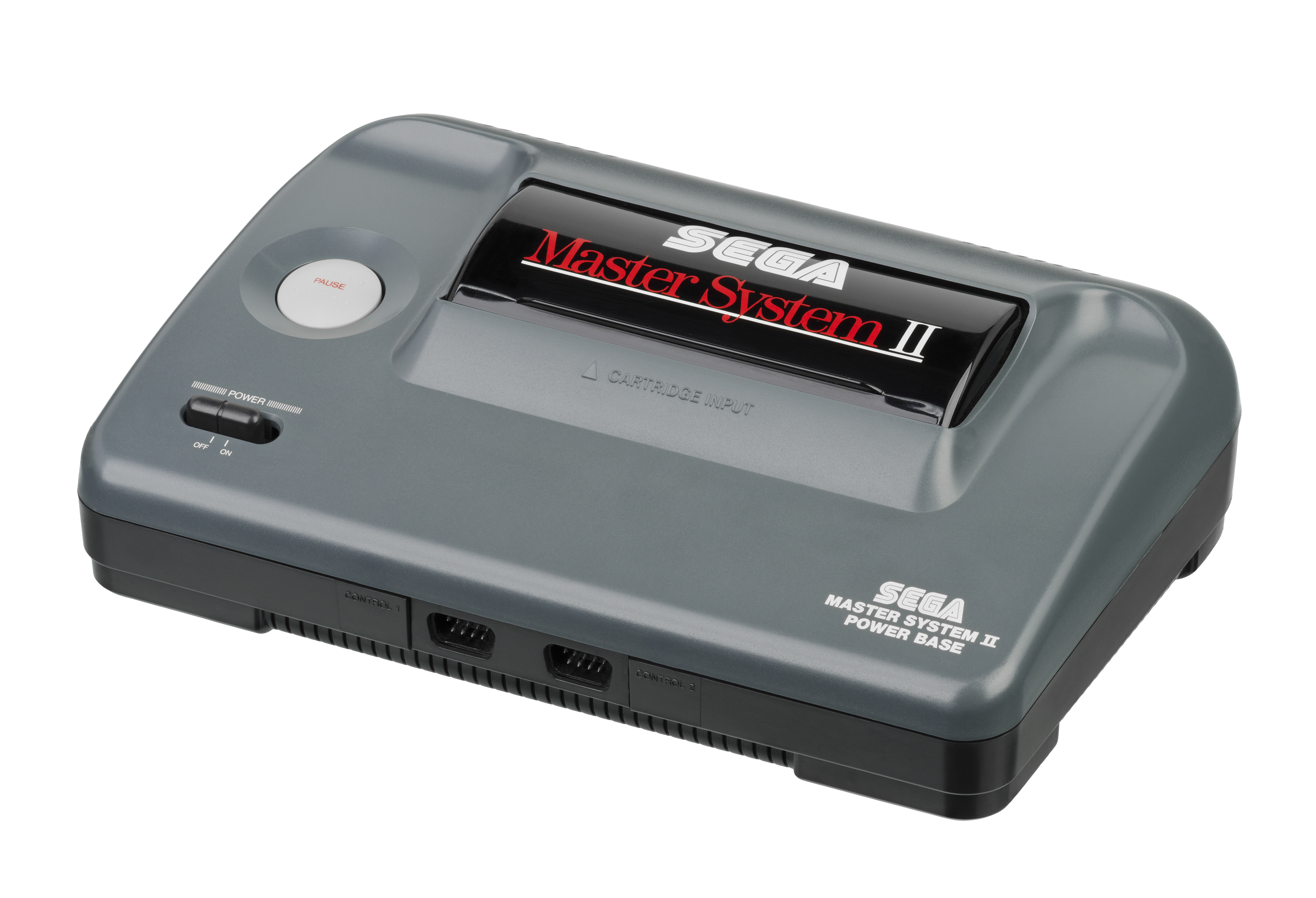
Master System II, выпущенная в 1990 году по сниженной цене.

В отличие от японского и американского рынков, Master System добилась успеха на европейском, где она значительно опередила NES по продажам. Уже к концу 1993 года активная установленная пользовательская база Master System в Европе составляла 6,25 миллионов единиц, что больше, чем 5,7 миллионов экземпляров Mega Drive в том же году. По сумме пользовательских баз Master System и Mega Drive, Sega в том году занимала большую часть европейского рынка. Самыми удачными рынками для Master System в европейском регионе были Франция и Соединённое Королевство, в которых активная пользовательская база в 1993 году составляла 1,6 и 1,35 миллионов приставок соответственно. Master System II стала успешной в Европе и позволила сохранить долю рынка Sega. Выпуски игр в Европе продолжились, и впоследствии вышли такие игры как Sonic the Hedgehog 2, Streets of Rage 2, и Mercs.
Master System сохранила популярность в Бразилии, где появлялись и выпускались новые модификации приставки — уже после того, как производство Master System было прекращено в других странах. Оригинальный производитель приставки (компания Tectoy) получил права на неё в 1989 году, и это способствовало необычной длительности времени производства приставки. В Бразилии были выпущены две приставки Master System: Master System Compact и Master System 3. В 2015 году продажи всех модификаций Master System в Бразилии составили 150 000 единиц в год, что было сопоставимо с современными системами, такими как PlayStation 4. К 2016 году в Бразилии было продано 8 миллионов приставок Master System.

## Технические характеристики

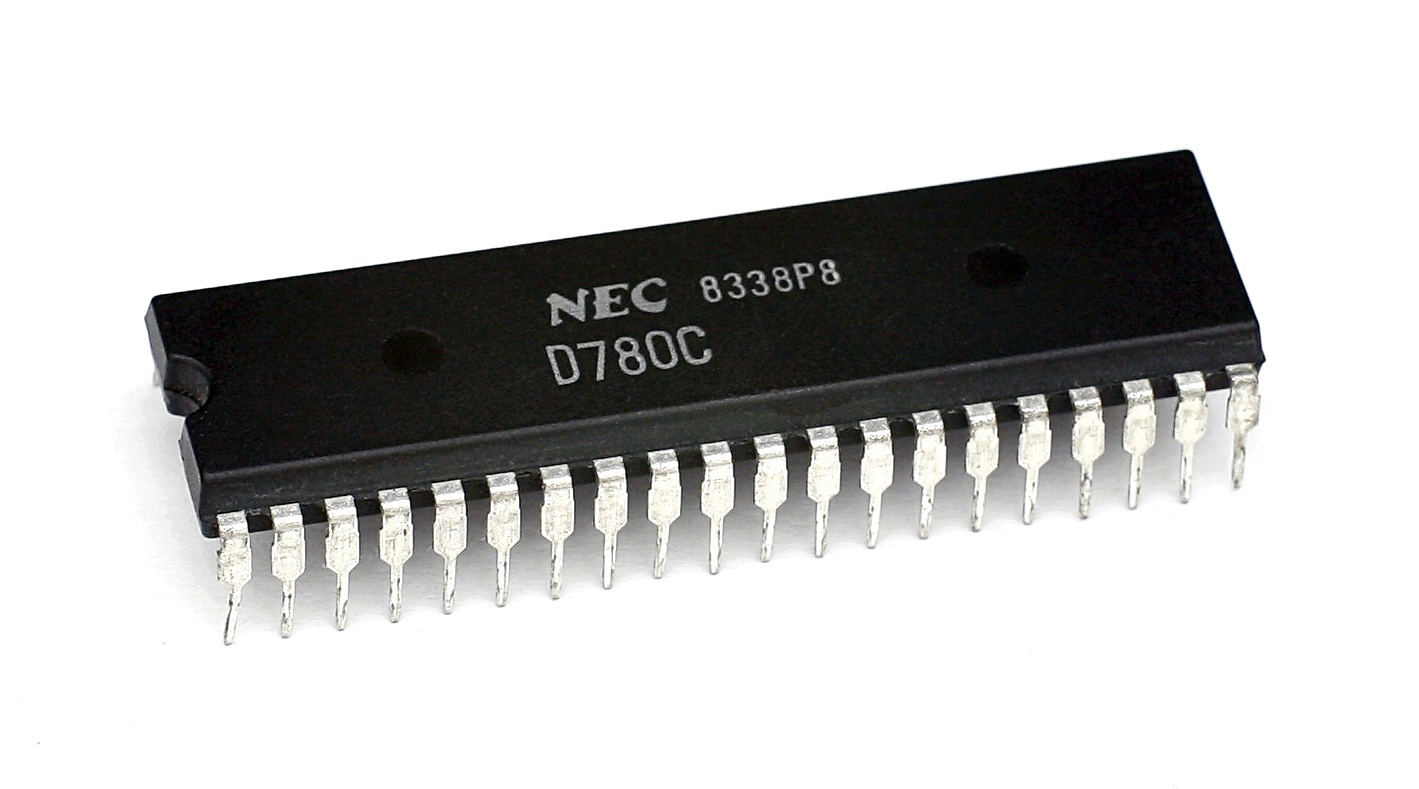
Zilog Z80A, произведённый компанией NEC

Центральным процессором Master System является 8-битный процессор Zilog Z80A, работающий на тактовой частоте 4 МГц. Приставка имеет 8 Кбайт ПЗУ с BIOS, 8 Кбайт ОЗУ и 16 Кбайт видеопамяти. Видео воспроизводится через радиочастотный сплиттер и отображает графическое изображение с разрешением 256×192 пикселей, у которого может быть до 32 различных цветов, которые выбираются из палитры в 64 цвета. Размер Master System составляет 365×170×70 миллиметров, в то время как у Mark III размеры составляют 318×145×52 миллиметров. Mark III и Master System имеют по два слота для игр — один для картриджей Mega Cartridge, другой для карточек Sega Card. Дополнительно у них имеется слот расширения и два порта для игровых контроллеров. Звук воспроизводится посредством программируемого звукового генератора Texas Instruments SN76489. Японская версия дополнительно включает звуковой чип Yamaha YM2413, воспроизводящий 9-канальный FM-звук. Игры Master System могут быть запущены на её наследнице Mega Drive с помощью аксессуара Power Base Convertor. Аналогично, на Game Gear игры запускаются с помощью Master System Converter. По сравнению с NES от Nintendo, Master System была разработана с улучшенными техническими характеристиками — в ней было вдвое больше оперативной памяти.
Приставка выпускалась в нескольких вариантах. В 1990 году появилась версия Master System II, у которой для снижения стоимости было убрано несколько компонентов — слот для карточек Sega Card, кнопка перезагрузки, индикатор питания, порт расширения, а также появляющийся при включении логотип с музыкой. В Бразилии компанией Tectoy были изданы различные варианты приставки. К ним относится Master System 3 Compact, которая поставлялась с радиопередатчиком для подключения к телевизору. Другим вариантом является приставка розового цвета Master System Girl, рассчитанная на женскую целевую аудиторию. Третьим стала выпущенная в 2006 году Master System 3 Collection, которая содержит 120 встроенных игр.

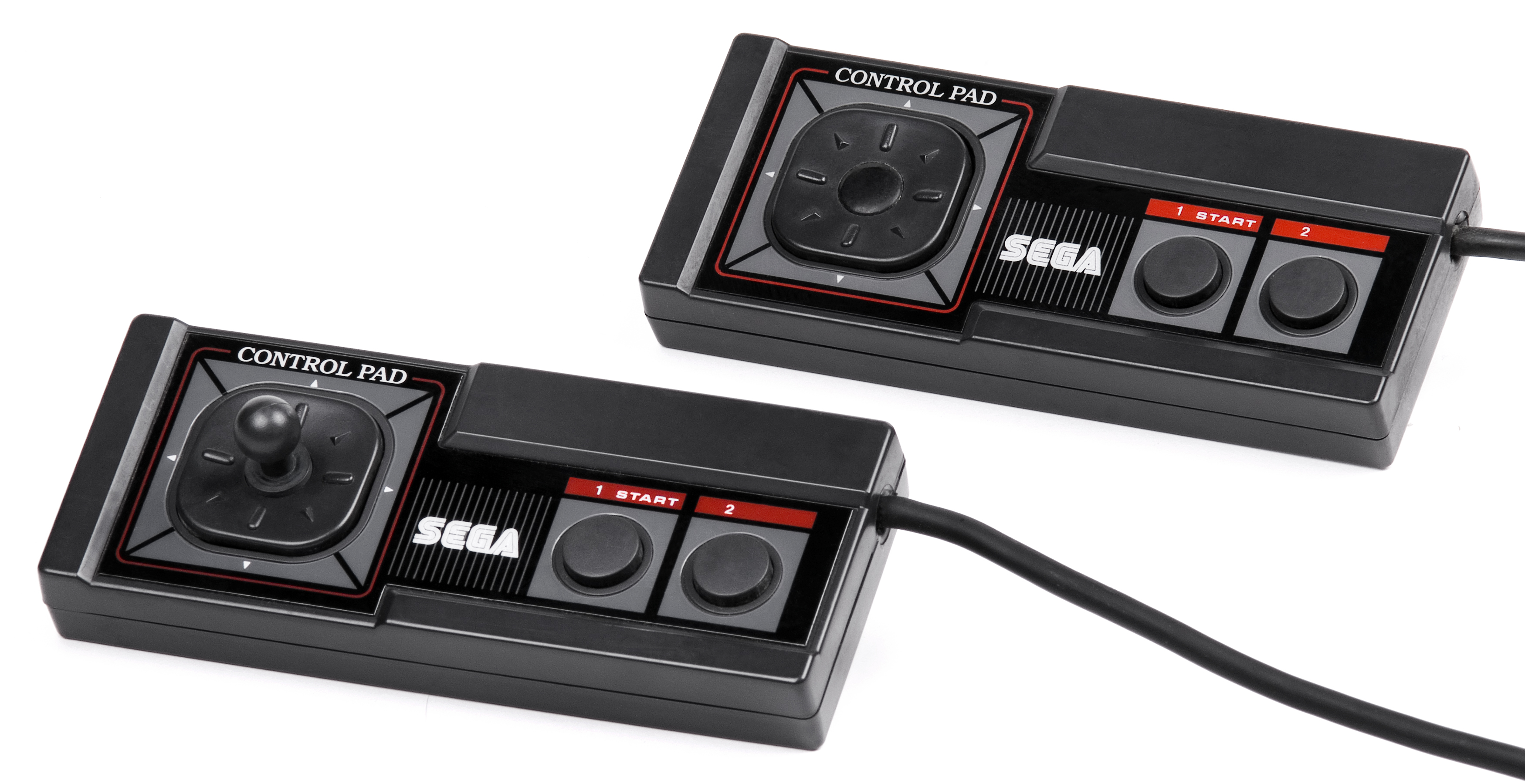
Геймпады Master System
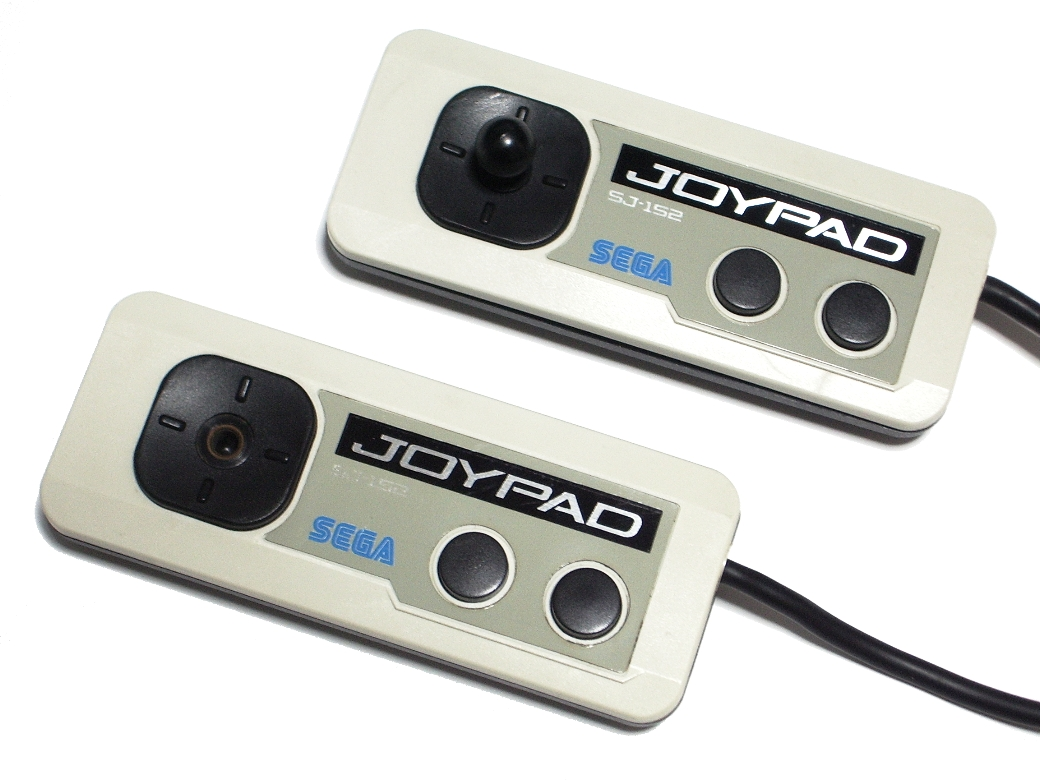
Геймпады Mark III
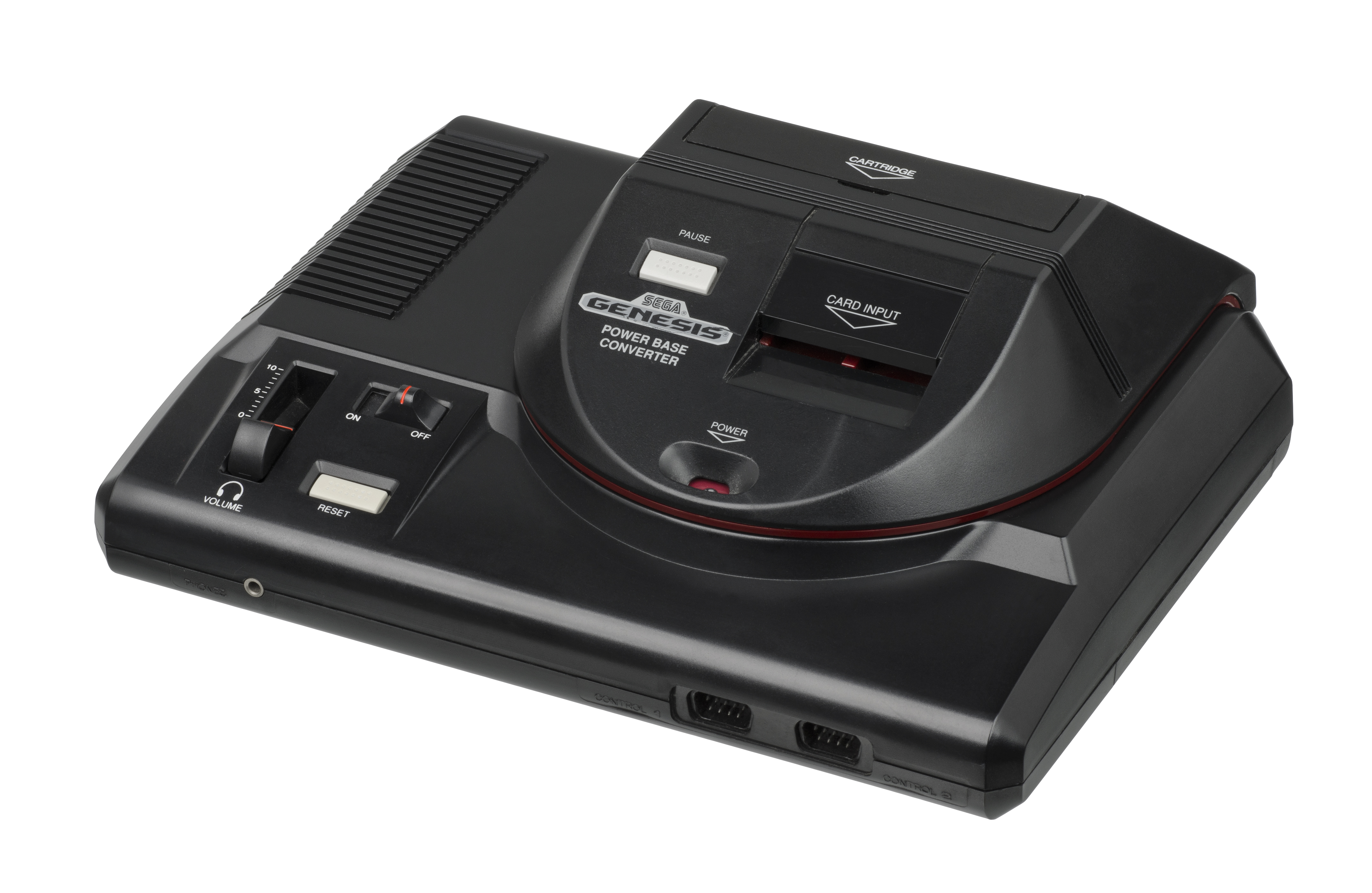
Устройство Power Base Converter, установленное на приставке Sega Genesis первой модели
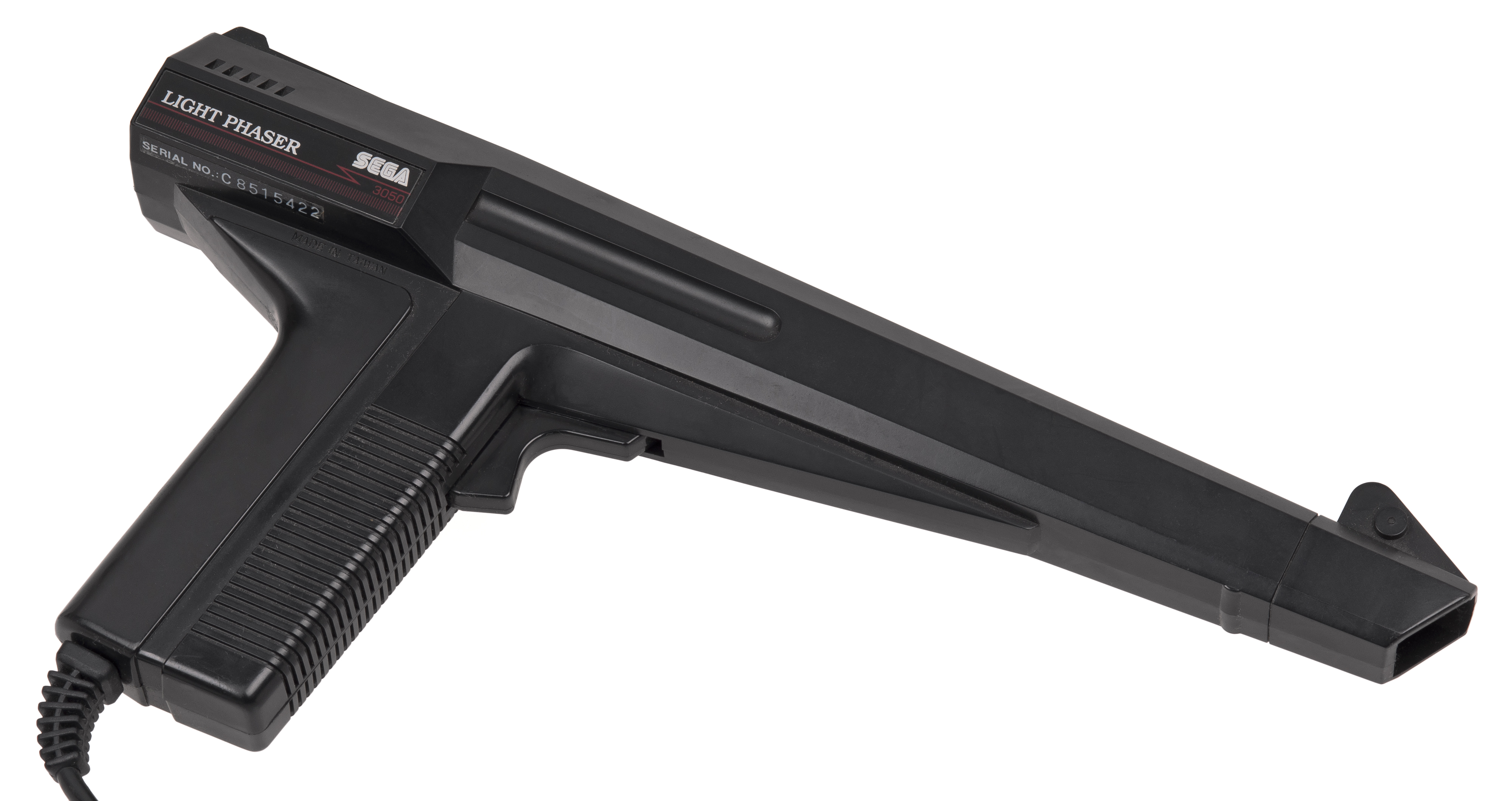
Световой пистолет Light Phaser
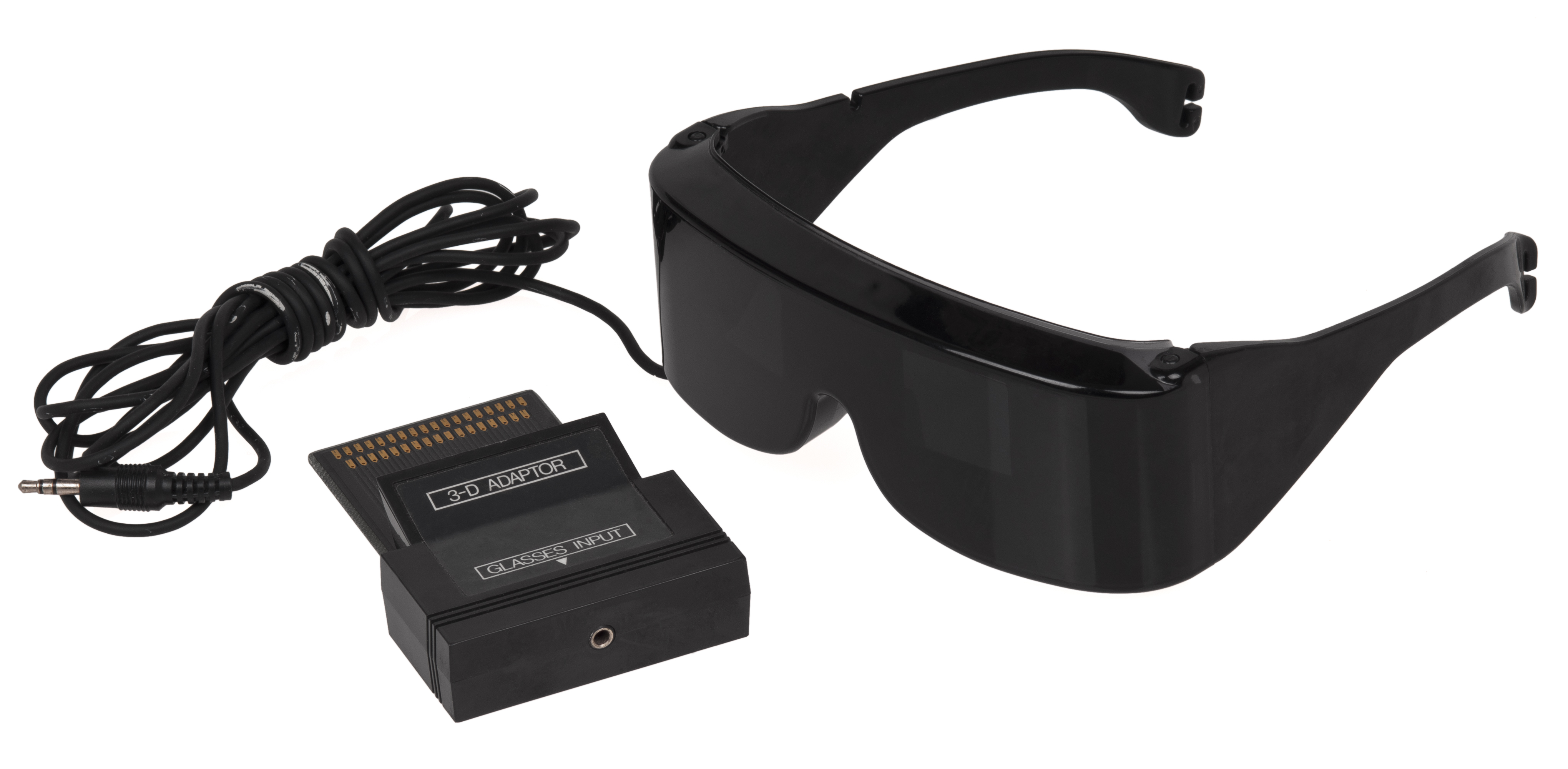
Стереоочки SegaScope 3-D
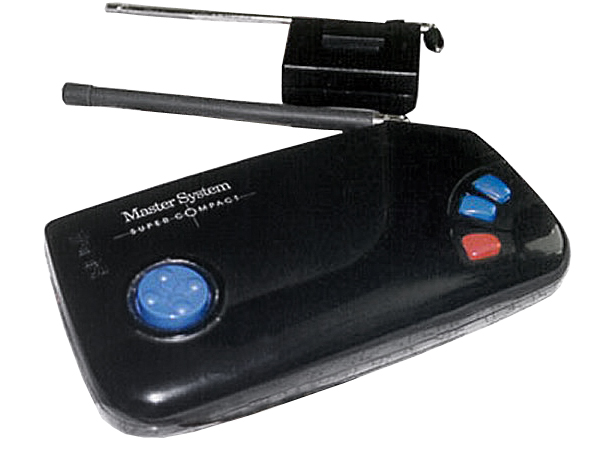
Master System 3 Compact
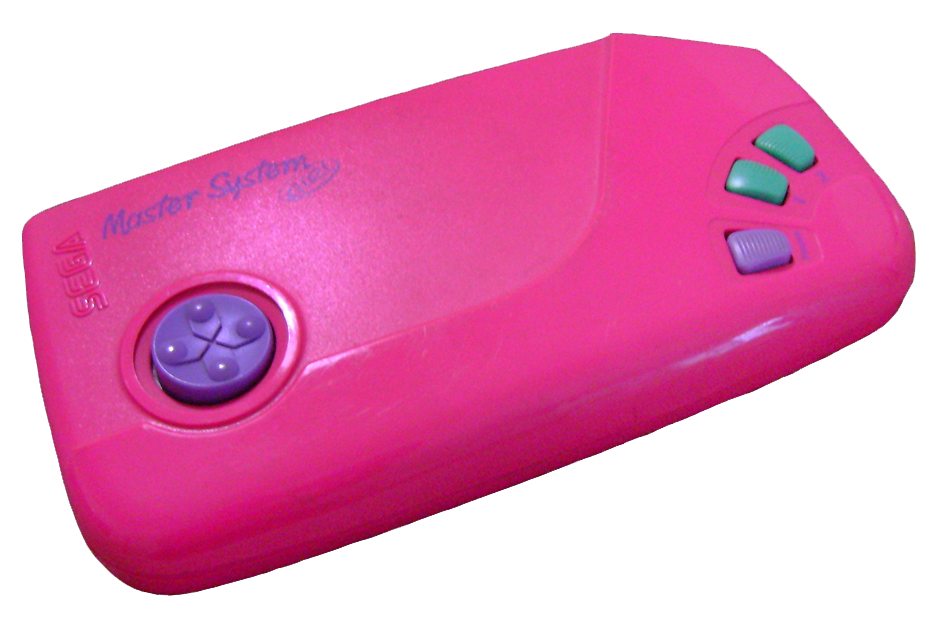
Master System Girl

### Аксессуары
Для Mark III и Master System было разработано несколько аксессуаров, совместимых с обеими версиями приставки. Геймпады приставок сконструированы из корпуса прямоугольной формы с крестовиной и двумя кнопками. Sega также представила дополнительные контроллеры для Mark III, такие как paddle-контроллер. В 1989 году был выпущен контроллер Handle Controller, представляющий собой комбинацию руля и авиационной ручки. Трекбол Sega Sports Pad совместим с тремя играми, но не выпускался в Европе. Также для приставки был выпущен световой пистолет под названием Light Phaser, дизайн которого основывался на одноимённом оружии из аниме Akai Kodan Zillion.
В 1987 году Sega выпустила стереоочки SegaScope 3-D, которые использовались в таких играх как Space Harrier 3D. В состав Mark III включён опциональный радиопередатчик, который позволяет подключить приставку к телевизору через интерфейс дециметровой UHF антенны. SegaScope 3-D работают с помощью системы активного затвора, которая создаёт стереоскопический эффект. Очки должны быть подключены к слоту Sega Card, поэтому они не работают с Master System II из-за отсутствия этого слота. С очками совместимы восемь игр, включая Zaxxon 3D, Maze Hunter 3D и Out Run 3D.

### Game Gear

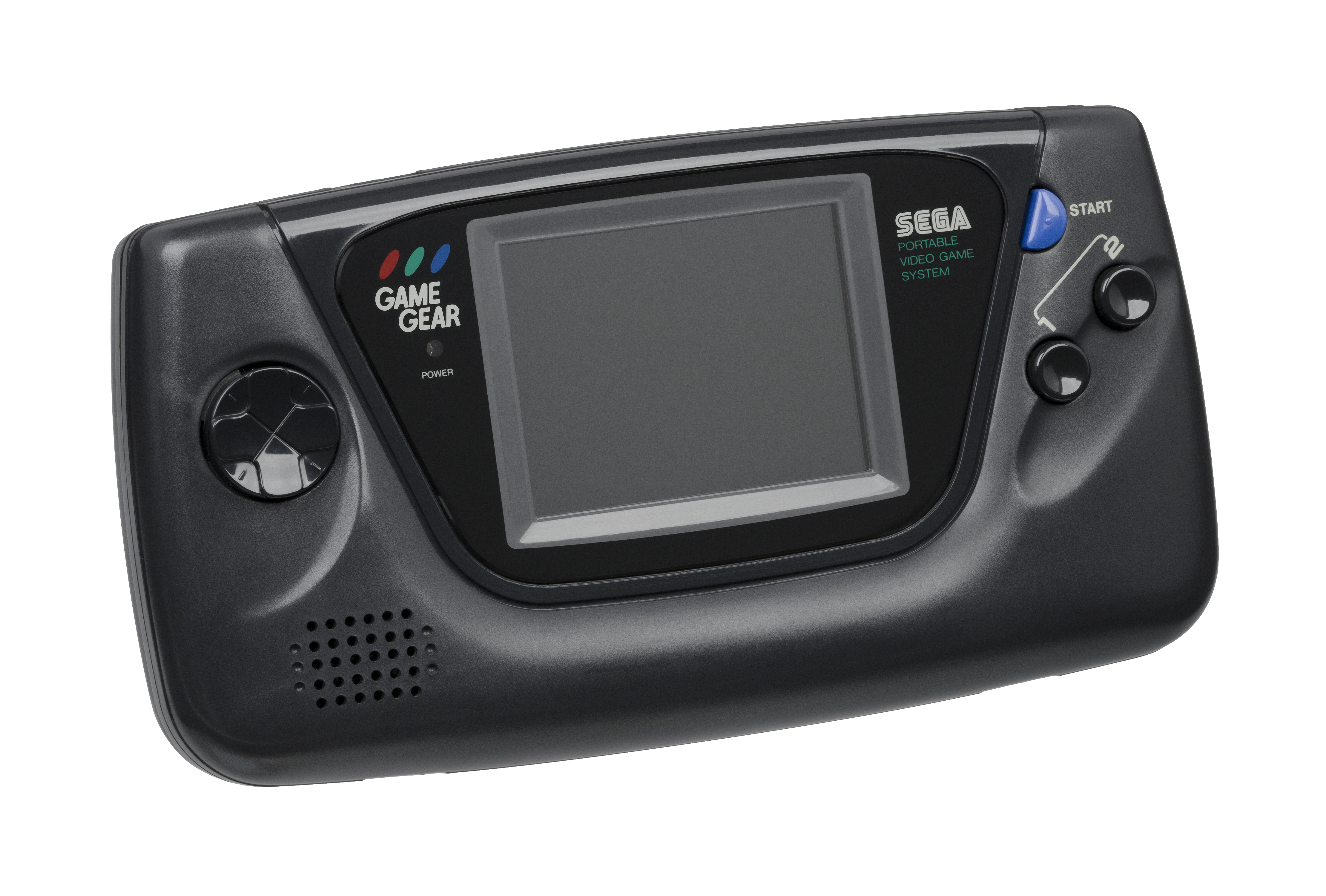
Game Gear была основана на аппаратном содержимом Master System, и имела много общего с ней

Game Gear — 8-битная портативная игровая система, разработанная под кодовым именем Project Mercury и основанная на архитектуре Master System. Она была выпущена 6 октября 1990 года в Японии, в 1991 году в Северной Америке и Европе, и в 1992 году в Австралии. Game Gear изначально продавалась по цене в 19 800 иен в Японии, 149,99 долларов в США и 99,99 фунтов в Европе. Она создавалась как конкурент Game Boy, который был выпущен в 1989 году компанией Nintendo. Несмотря на сходства Game Gear и Master System, игры последней не подходили к портативной системе — в них можно было играть только с помощью аксессуара Master System Converter. Большая часть библиотеки игр Game Gear состоит из игр, которые были портированы с Master System. При этом, компания Tectoy занималась обратным портированием некоторых игр с Game Gear на Master System для бразильского рынка, поскольку в Бразилии Master System была более популярна чем Game Gear.

## Игры

Phantasy Star стала одной из успешных франшиз Sega

Игры для приставки издавались в двух форматах — на картриджах, где помещалось до 4 мегабит данных, и на карточках Sega Cards, с ёмкостью 256 килобит. Карточки были проще в производстве по сравнению с картриджами, и на них были изданы такие игры как Spy vs. Spy и Super Tennis. Тем не менее, от Sega Cards постепенно отказались из-за недостатка памяти. Для приставки были разработаны такие игры как Psycho Fox, Golvellius и Phantasy Star, при этом последняя стала успешной франшизой Sega. Wonder Boy III: The Dragon's Trap получила признание как «подлинная веха в дизайне видеоигр» благодаря своей смеси игрового процесса платформера с элементами ролевых игр. Кроме этого, уже после того, как производство Master System было прекращено везде, кроме Бразилии, компания Tectoy выпустила портированные версии игр с других приставок, такие как Street Fighter II и Dynamite Headdy.
Из-за практики лицензирования игр Nintendo немногие сторонние разработчики делали игры для Master System. По словам Дэмиена Макферрана, «Nintendo требовала от разработчиков чтобы они делали игры эксклюзивами для NES, и, учитывая неприступную позицию, на которой находилась консоль, у немногих была воля отказать этому требованию». По словам геймдизайнера Марка Серни, большинство ранних игр для Master System были разработаны в течение строгого трёхмесячного срока, что негативно сказалось на их качестве. Computer Gaming World сравнил количество новых игр от Sega с «каплями воды в пустыне», и указал на то, что «когда одна из этих капель горькая, её вкус не так-то легко смыть».
Обозреватель Retro Gamer похвалил библиотеку игр для PAL региона, назвав её «превосходной библиотекой интересных портированных игр и отличных эксклюзивов», отметив, что она предлагает значительно бо́льшую глубину, чем то, что доступно в Северной Америке, и обеспечивает «небольшой поток качественных игр», которые продолжали выпускаться в Европе вплоть до середины 1990-х годов. Такие игры варьировались от восьмибитных версий франшиз для Sega Genesis/Mega Drive — Sonic the Hedgehog и Streets of Rage — до эксклюзивов для PAL региона, таких как Lucky Dime Caper, Asterix, Ninja Gaiden, Master of Darkness и Power Strike II.

## Приём и наследие
На 2009 год объём продаж приставок Master System оценивался — не считая Бразилии — в 13 миллионов экземпляров. Приставка в Европе и Бразилии добилась большего и продолжительного успеха, чем в Японии и Северной Америке. В 1989 году Master System попала в список 20 самых продаваемых товаров в сервисе NPD Group по отслеживанию продаж игрушек в рознице. Тем не менее, в 1992 году в выпуске Buyer’s Guide журнала Electronic Gaming Monthly было заявлено о снижении интереса к приставке. Четыре рецензента поставили приставке баллы 5, 4, 5 и 5 из возможных 10 и отметили, что Genesis представляет больший интерес, а также то, что у Master System не хватает качественных игр. В следующем году в Buyer’s Guide 1993 они же поставили 2, 2, 3 и 3, написав, что Sega забросила приставку и её продажи в Северной Америке, а также то, что новые игры для неё больше не выпускаются. Для сравнения, объём продаж NES от Nintendo составил 62 миллионов экземпляров, что было больше аналогичных показателей Master System в несколько раз. Sega в следующем поколении сократила разрыв в долях рынка с Nintendo, выпустив приставку Mega Drive, у которой продажи составили 30,75 миллионов экземпляров, в то время как у конкурента Super Nintendo Entertainment System было 49 миллионов.
Ретроспективные обзоры приставки положительно оценивали её влияние на разработку Sega Mega Drive, но при этом в основном критиковали малый размер её игровой библиотеки. Дэйв Бюшер в статье для Allgame написал, что «она была обречена из-за отсутствия поддержки со стороны разработчиков программного обеспечения, и в итоге к 1992 году почти исчезла с американского рынка». В то же время обозреватель Retro Gamer похвалил библиотеку для PAL регионов. Дамьен Макферран в другой статье для Retro Gamer написал, что «без этой преступно недооценённой машины Sega не смогла бы достичь значительного успеха с Mega Drive. Master System позволила Sega экспериментировать с переносами игр с аркадных автоматов, интеллектуальной собственностью, и даже создать талисман в виде симпатичного мальчика-обезьяны Алекса Кидда». Сайт IGN в 2009 году поставил приставку на 20-е место из 25, поставив позади обеих её главных конкурентов, Atari 7800 (17-е место) и Nintendo Entertainment System (1-е место). Обозреватель IGN отметил, что у приставки малая библиотека игр, а их качество весьма неравномерное, как и основные проблемы приставки, и написал, что «между основными играми могли проходить месяцы, и любая неудачная игра делала ситуацию ещё более болезненной».
По словам обозревателя IGN, «несмотря на свою ограниченную аудиторию, у Master System была — и есть до сих пор — очень верная база фанатов». В 2005 году Sega заключила с китайской компанией AtGames контракт на издание в Тайване, Гонконге и Китае игр от Master System в виде эмуляционных продуктов. Некоторое количество игр было издано на Wii в сервисе Virtual Console. Первой игрой, выпущенной в Японии в этом сервисе, стала Fist of the North Star, что произошло 26 февраля 2008 года. За ней 11 марта в том же регионе последовала Fantasy Zone. В Северной Америке первой игрой с Master System, изданной для Virtual Console, стала Wonder Boy, появившаяся там 31 марта 2008 года.

### Комментарии
1. ↑  SC-3000 — версия SG-1000 в виде домашнего компьютера.
2. ↑  англ. Installed base — количество единиц продукта, находящихся в использовании, в отличие от доли рынка, которая отражает только продажи за определённый период. Установленная база — не то же самое, что количество проданных экземпляров, потому что некоторые из них либо не используются, либо сломаны, либо утеряны, либо заменёны более новыми версиями[61].

### Публикации
- McFerran, Damien. Retroinspection: Master System (англ.) // Retro Gamer : magazine. — London, UK, 2007. — November (no. 44). — P. 48—53. — ISSN 1742-3155.
- Retroinspection: Sega Game Gear (англ.) // Retro Gamer : magazine. — London, UK, 2007. — September (no. 41). — P. 78–85. — ISSN 1742-3155.